# Percival Provost
Die Percival P.56 Provost war ein Anfängerschulflugzeug des britischen Herstellers Percival Aircraft Co in den 1950er-Jahren und ersetzte die Percival Prentice.

## Geschichte
Die Percival P.56 Provost wurde auf Grund der Ausschreibung T.16/48 des Luftfahrtministeriums für ein einmotoriges Anfängerschulflugzeug entworfen, das die Percival Prentice ersetzen sollte. Die Ausschreibung erfolgte am 11. September 1948. Es wurden über 30 Entwürfe eingereicht. Zwei Entwürfe wurden für den Prototypenbau gewählt – die Handley Page HPR 2 und die Percival P.56. Percival erhielt den Auftrag, zwei von einem Cheetah-Kolbenmotor angetriebene Prototypen zu bauen. Zusätzlich wurde ein dritter Prototyp mit einem Alvis-Leonides-Mk-25-Motor gebaut. Der vom Cheetah angetriebene Prototyp mit der Seriennummer WE522 flog zum ersten Mal am 24. Februar 1950. Nach Beendigung der Evaluierung entschied sich das Ministerium gegen die Handley Page HPR 2 und für die mit dem Leonides-Motor betriebene P.56, welche in einem ersten Auftrag für 200 Flugzeuge als Provost T.1 in Produktion ging. Die Produktion endete 1956 nach 461 gebauten Flugzeugen.

## Konstruktion

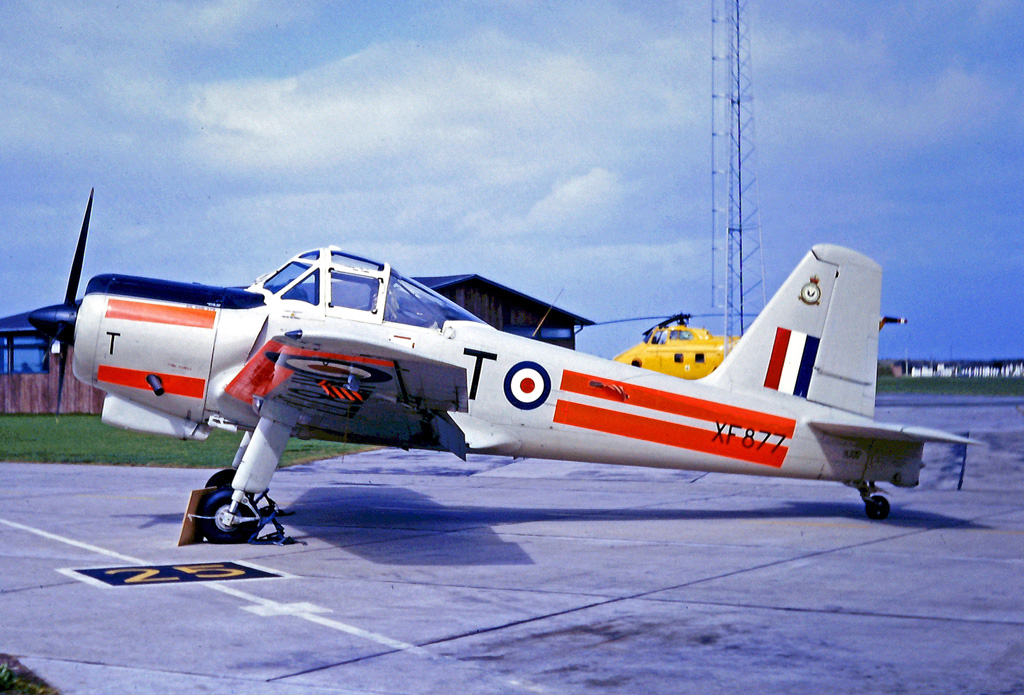
Provost T.1 der RAF Central Air Traffic Control School 1967

Die Provost war ein Ganzmetalleindecker und als Tiefdecker mit festem Spornrad-Fahrwerk ausgelegt. Sie besaß zwei nebeneinander angeordnete Sitze mit Doppelsteuerung und einem Schiebedach. Aus der Provost wurde die Jet Provost entwickelt, die es bei der Royal Air Force ersetzte.

## Varianten
- Percival P.56 Mark 1: zwei Prototypen mit Cheetah-Kolbenmotor für die Evaluierung, später mit einem Leonides-Motor ausgerüstet
- Percival P.56 Mark 2: ein mit Leonides-Motor betriebener Prototyp für die Evaluierung
- Provost T.Mk 1: zweisitziger Anfängerschulflugzeug für die Royal Air Force mit Leonides-Motor
- Provost T.51: unbewaffnete Exportversion für das Irish Air Corps
- Provost Mk 52: bewaffnete Exportversion für Rhodesien
- Provost Mk 53: bewaffnete Exportversion für Burma, Irak, Irland und den Sudan

## Militärische Nutzung
- Birma
- Irak

Luftwaffe
- Irland

Air Corps
- Malaysia

Malaysische Luftstreitkräfte
- Oman

Königlich Omanische Luftwaffe
- Rhodesien
- Sudan

Luftwaffe
- Vereinigtes Königreich

Royal Air Force
- Simbabwe

## Technische Daten

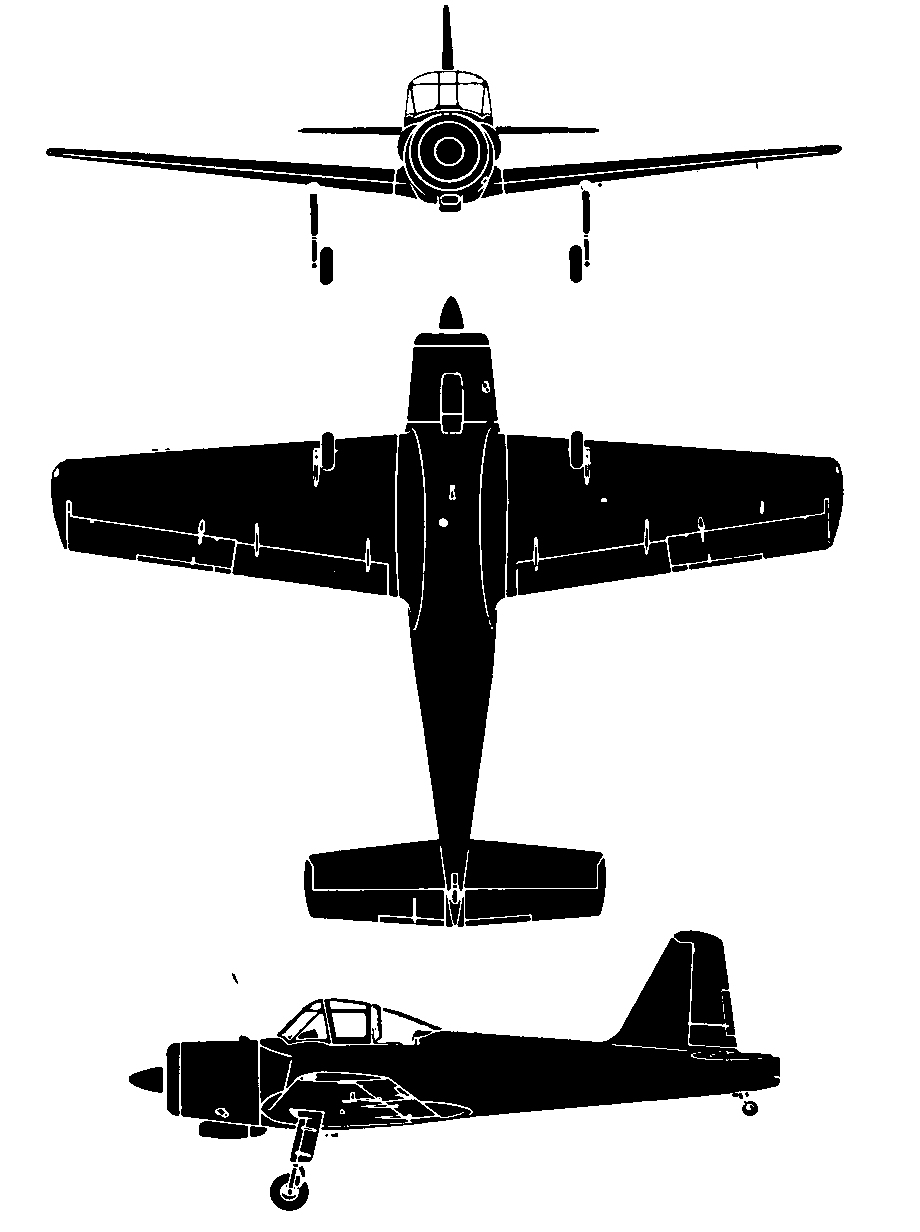
Percival Provost T.1

| Kenngröße             | Daten                                        |
| --------------------- | -------------------------------------------- |
| Besatzung             | 2                                            |
| Länge                 | 8,73 m                                       |
| Spannweite            | 10,7 m                                       |
| Höhe                  | 3,7 m                                        |
| Flügelfläche          | 19,9 m²                                      |
| Leermasse             | 1523 kg                                      |
| max. Startmasse       | 1995 kg                                      |
| Höchstgeschwindigkeit | 320 km/h                                     |
| Dienstgipfelhöhe      | 7620 m                                       |
| Reichweite            | 1020 km                                      |
| Triebwerke            | 1 × Sternmotor Alvis Leonides 126 mit 410 kW |